# Кривелли, Лукреция
Лукреция Кривелли (Lucrezia Crivelli; конец XV — сер. XVI века) — фаворитка герцога миланского Лодовико Сфорца и мать его бастарда Джованни Паоло I Сфорца, маркиза Караваджио, предполагаемая модель портрета кисти Леонардо да Винчи «Прекрасная Ферроньера».
Лукреция была фрейлиной супруги герцога, Беатриче д'Эсте, и около 1496 года (первое упоминание о их связи) стала его любовницей. До этого любовницей Лодовико Моро была Чечилия Галлерани (запечатленная Леонардо да Винчи в «Даме с горностаем»).
В 1497 году Лукреция родила ему сына, что, естественно, вызвало большое недовольство герцогини, которая безуспешно пыталась удалить её от двора. Беатриче умерла в том же году при родах. Герцог, однако, тогда же охладел к своей возлюбленной. Упоминается о ценном подарке в виде недвижимости у озёр Комо и Вербано, сделанном ей и сыну (документ, датированный июлем 1497 года).
Разгром Миланского герцогства французами и свержение Лодовико изменили её жизнь. В 1508 году Моро скончался, а после смерти в 1512 году нового герцога Франческо иль Дукетто Сфорца, когда город заняли французы, Лукреция вместе с Чечилией Галлерани оказалась в числе беженцев из Милана. «Французы намеренно пытались захватить его [Лодовико] в Вальтеллине, поскольку, по подсчетам Тривульцио, денег, находившихся у Моро, хватило бы для выплаты жалованья армии в течение трех лет. Но им удалось лишь захватить богатую добычу в аббатстве и в некоторых иных владениях кардинала Асканио, а также нескольких дворян, которым не удалось вовремя бежать, и Лукрецию Кривели с сыном. Лукрецию препроводили в Милан, где её с должным почтением принял епископ Комо. После краха Людовико она нашла убежище в Мантуе, где родила своего второго сына от герцога Миланского. Изабелла встретила её с распростертыми объятиями, так же как и графиню Бергамини. Ей также удалось заставить власти вернуть Кривели все богатства, которые были подарены ей Моро. Вместе со своими сыновьями она несколько лет прожила в Мантуе», сначала в Кремоне, затем в Рокка ди Канетто (Мантуя).

## Портрет

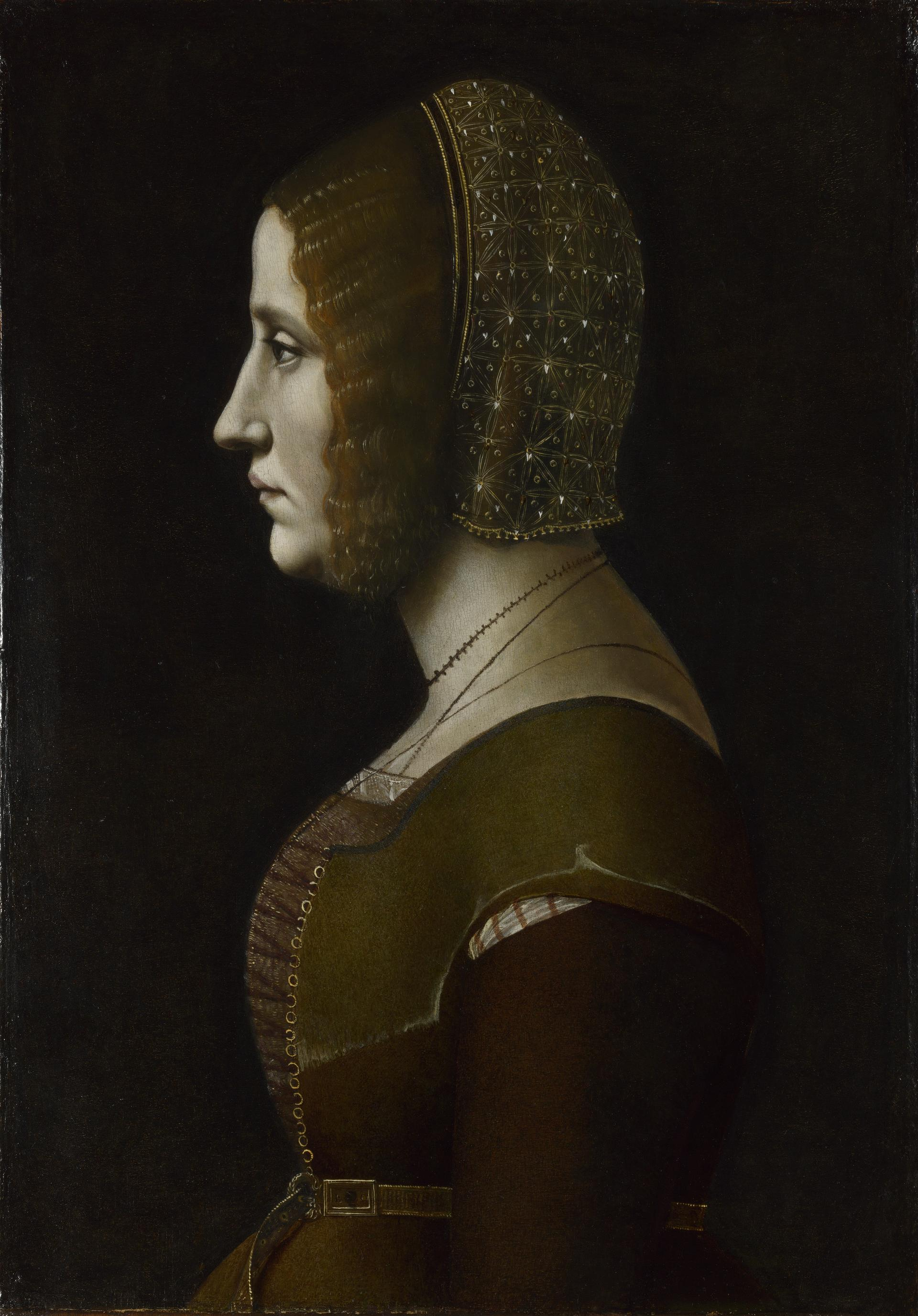
Ещё одно изображение, связывавшееся с её именем

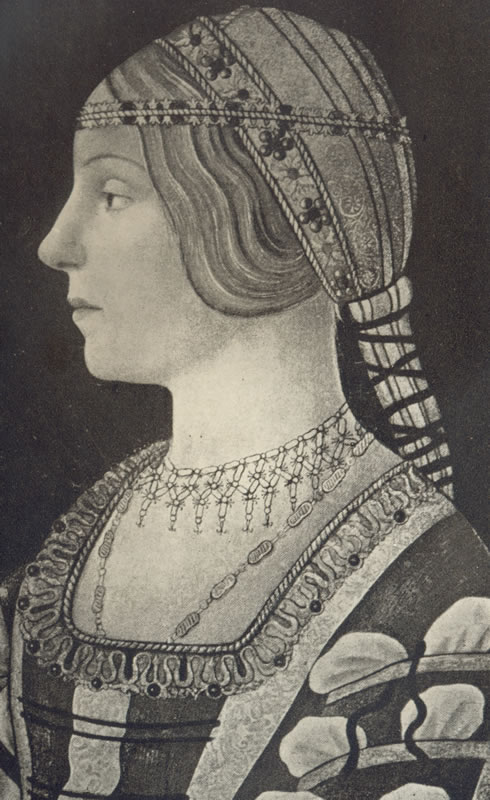
Женский портрет работы Бернардо Мартини, по некоторым предположениям — изображение Лукреции

Действительно ли портрет изображает Лукрецию Кривелли, точно сказать нельзя. Но поскольку полотно написано в первый миланский период Леонардо, и женщина богато одета, она вероятно являлась видной персоной при миланском дворе того времени.
Имя Лукреции Кривелли всплыло в качестве предполагаемой модели в 1804 году (по версии Carlo Amoretti). Эта версия имеет подкрепление в виде трех эпиграмм из автографа Леонардо Codex Atlanticus, восхваляющих красоту Лукреции и возможно посланных ему придворным поэтом.
| Латынь | Перевод |
| --- | --- |
| I. Ut bene respondet Naturae Ars docta! dedisset Vincius, ut tribuit cetera, sic animam. Noluit ut similis magis haec foret; altera sic est: possidet illius Maurus amans animam.   | Сколь сообразно наук искусство Природе! Снабдил бы Винчи и душу таким, чем остальное снабжал. Не пожелал ничего добавить, но это не надо: ибо возлюбленный той Моро душой овладел. |
| II. Hujus, quam cernis, nomen Lucretia. Divi Omnia cui larga contribuere manu, Rara huic forma data est. Pinxit Leonardus, amavit Maurus, pictorium primus hic, ille ducum.         | Знаешь которую, та зовется Лукреция. Боги щедро обильной рукой ей даровали всего. Редкой была красоты. Писал Леонардо, влюблен был Моро — правителям царь этот, художникам тот.    |
| III. Naturam, ac superas hac laesit imagine Divas, pictor: tantum hominis posse manum haec doluit. Illae longa dari tam magnae tempera formae, quae spatio fuerat deperitura brevi. | Вышним картиной такой богиням, художник, бросая вызов, природу рукой кто человеческой мог так бы улучшить? Красе, дана что великая, меру сам обозначишь — сама скоро угаснет она.  |

Таким образом, безусловно, что Леонардо написал какой-то портрет указанной дамы, но именно ли этот — неизвестно.